# Метална веза
Метална веза се успоставља између метала. Метали се по хемијским и физичким особинама разликују од једињења са јонском и ковалентном везом (имају високу термичку и електричну проводност). Може се закључити да имају лако покретљиве електроне и кристалну решетку која се лако деформише, што указује на чињеницу да је у металима присутан други тип хемијске везе, који се назива метална веза.
Поједностављени модел описује металну решетку на начин да су позитивни јони унутар решетке окружени облаком електрона, који се крећу преко цијеле решетке. Посљедица делокализације електрона је добра термичка и електрична проводљивост. Метална веза настаје електростатичким привлачењем електропозитивних јона у кристалној решетки, и електронегативних електрона. Метална веза се може замислити као кристална решетка уроњена у електронски облак. Та структура коју називамо електронски облак назива се модел електронског гаса. Тај назив је добила по томе што се слободни електрони који се налазе између протона крећу, тако да подсећају на кретање молекула гаса. 

## Теорија електронских трака
Преклапањем орбитала металних јона који се налазе међусобно врло близу настају молекулске орбитале које се називају траке или зоне. Разликује се валентна и проводљива трака. У валентној траци налазе се валентни електрони. Валентна трака садржи енергетске нивое који су попуњени електронима. Изнад ње се простире трака без електрона – проводљива трака. Проводљива трака садржи празне енергијске нивое. Они омогућују електронима да под утицајем спољног електричног поља поприме већи садржај енергије и да путују кроз кристал, па метал проводи електричну струју. У металима су валентна и проводљива трака тако близу (преклапају се) да електрони без препреке прелазе из једне у другу.
Потребна је занемариво мала енергија за прелаз електрона из валентне у проводљиву траку. Удаљеност између валентне и проводљиве траке није код свих елемената једнак. Код метала су валентна и проводљива трака врло близу, те енергетска баријера (ΔE) за прелаз електрона готово и не постоји. Повећањем удаљености међу тракама расте енергетска баријера, те је за прелаз електрона потребна већа енергија.
Материје које слабо проводе електричну струју су полупроводници (нпр. силицијум, германијум). Порастом температуре понеки електрон из везе добија довољно енергије за савладавање енергетске баријере и прелази у проводљиву траку. Осим од температуре проводљивост полупроводника зависи и од присуства мале количине других атома у структури. Такви полупроводници се називају полупроводници са нечистоћама. Полупроводници имају велику важност у електроници, јер се користе за производњу електроничких елемената (диоде, транзистори и сл.).
Материје код којих постоји велика енергетска баријера између валентне и проводљиве траке називају се изолатори. Изолатори не проводе електрицитет. Типична изолаторска својства имају стакло, пластика и гума.

### Електрична проводљивост и остала својства метала
Метална својства (способност рефлектовања светлости, добра електрична и топлотна проводљивост, способност пластичног обликовања, а каткад и феромагнетизам) потичу од металне везе, с позитивним металним јонима између којих се слободно крећу валентни електрони и стварају електронски облаци. Ако се електрични напон доведе крајевима металне жице, слободни валентни електрони се почну кретати у одређеном смеру брзином од око 0,0001 , и тиме настаје ток електричне струје. Електрична проводљивост је дата с две величине: густином слободних електрона и њиховом покретљивошћу.
Слободно струјање тзв. „делокализираних” електрона „штити” позитивно набијена језгра јона од деловања међусобних одбојних електростатичких сила, а метална веза нема карактер усмерености. Поред тога, слободни електрони држе попут „лепка” Кулоновим силама на окупу језгра јона испуњавајући простор унутар кристалне решетке металних јона.
Карактеристичан сјај метала последица је међуделовања делокализираних електрона с упадним светлом. Ковност метала произлази из неусмерености металне везе, што значи да се она може лако раскидати одједном и стварати на другом месту. Метали чине густо паковане кристалне структуре због симетричности позитивних језгара јона и тежњи за што стабилнијим енергетским стањем. Енергије везе и температуре топљења за поједине метале могу се јако разликовати. Тако је нпр. енергија везе за живу 68 /, а за волфрам 850 kJ/mol, док одговарајуће температуре топљења износе -39 и 3410 °C.

## Основе електронске теорије метала
За температуре које нису прениске вреди Франц–Видеманов закон (1853), који указује на повезаност електричне и топлотне проводљивости код метала, што значи да носиоци електричног набоја (електрони) узрокују и пренос топлоте. Из температурне зависности електричне проводљивости следи да јони решетке не могу бити носиоци набоја у смислу његовог преноса. Остају само лако покретљиви електрони, који утичу и на многа друга својства метала (нпр. на Пелтиров и Халов ефект, термопотенцијал итд). Проводљиви електрони утичу и на оптичка својства метала као што су сјај и индекс лома.
Крајем 19. века Друд и Лоренц су сматрали да електрична проводљивост метала зависи од присутности слободних електрона који се крећу целом њиховом унутрашњошћу. Њихова се замисао, у битном, касније показала као исправна. Познато је, међутим, да електрони могу напустити површину метала само при високим температурама, реда хиљаду и више степени Келвина, путем својеврсног „испаравања”. То је бит електронске емисије из загрејаних тела. Слободни електрони су везани за укупност атома у металу, а не за појединачне атоме. Другим речима електрони унутар метала заједнички су језграма (позитивним јонима) на сличан начин као у молекули водоника. Али за разлику од овог примера, у којем су само два језгра и два електрона, метал (течан или чврст) садржи огроман број језгара (или тачније позитивних јона) и n пута већи број валентних електрона (n = валенција, одн. набојни број ), који се током кондензације пара метала ослободе и „неометано” крећу у просторним границама метала.

### Кретање слободних електрона у металу
С гледишта електронске теорије метала, метално тело, чврсто или течно, састоји се од позитивних јона „уроњених” у средину слободних електрона тзв. „електронски гас”. Слободни електрони струје између позитивних јона, који су настали ослобађањем валентних електрона, према одређеним законитостима. Они такође међусобно привлаче и повезују позитивне јоне због деловања Кулонових сила.
Електрична проводљивост метала као последица ослобађања валентних електрона и метална веза, коју осигуравају ти исти слободни електрони, две су стране медаље.
Код појединачних атома, генерално гледајући, везивање електрона на катјонски остатак тим је лабавије, што је мањи број електрона у спољној љусци. Ако је у спољној љусци само један електрон, као код литијума (натријума итд), њега привлачи позитивни остатак атома једнак јединици. Привлачна сила је у том случају мала. Ако су у спољној љусци два електрона (берилијум, магнезијум итд) позитивни јони имају двоструки набој. Сваки од електрона тада привлачи језгру двоструко већа сила од оне која привлачи једини електрон у једновалентном атому (под валенцијом се овде и даље подразумева набојни број). У тровалентном атому (алуминијум итд) су три спољна електрона, те је набој катјонског остатка тада три пута већи него у једновалентном атому. Природно је дакле, да се с повећањем броја електрона (уз истовремено повећање набоја позитивног јона) привлачна сила „језгра” према електронима повећава и полупречник орбитале смањује, што узрокује повећање чврстоће везе.
Типични метал је једновалентан. Његов атом садржи само један електрон у спољној љусци. С порастом броја електрона у спољној љусци повећава се и чврстоћа везе електрона с „језгром”. Услед приближавања атома отежавају се услови за ослобађање електрона, јер се радијуси спољних електронских љуски смањују. Сликовито речено, метал се састоји од позитивних јона који „пливају” у негативно наелектрисаном раствору („плину”) слободних електрона. Тај „електронски плин” не попуњава само просторе између атома, већ деломично продире и унутар самих атома. То темељно начело у знатној мери одређује и кристалну грађу чврстог метала. Међусобно привлачење позитивних јона посредством „електронског плина” еквивалентно је спољном притиску. У таквим условима најпогоднији је компактан распоред атома кубно површински-центрирани или хексагонски.
Електрони у металу не мирују, већ се крећу по квантним законитостима прелазећи с атома на атом. Брзина тог кретања није ни у каквој вези с температуром, јер се оно догађа и на температури апсолутне нуле, где престају сва друга термичка кретања. У одсуству спољног електричног поља, електрони се крећу насумце попут честица код топлотног кретања (Брауново кретање), што је уједно и једина сличност та два кретања. Брзина честица код топлотног кретања зависи од температуре, док брзина кретања слободних електрона у металу нема ничег заједничког с температуром; то се очитује тиме да топлотно кретање престаје при температури апсолутне нуле, док се кретање слободних електрона не зауставља, као што се не може зауставити ни кретање електрона у индивидуалном атому или молекулу.
Кинетичка енергија електрона у металу је око сто пута већа од кинетичке енергије молекула обичног плина (нпр. кисеоника, азота итд) код исте температуре. Јасно је, да уз такве односе температура не може битно утицати на кинетичку енергију кретања електрона. Зависност енергије кретања електрона од температуре почиње се очитовати тек негде при температурама сто пута вишим од собне.